# Несущая смерть
Несущая смерть (оригинальное название Тамара, англ. Tamara) — американский фильм ужасов 2005 года режиссёра Джереми Хэвта.

## Сюжет
Тамара Райли, застенчивая и непривлекательная, но очень умная девушка, увлекается колдовством и тайно влюблена в своего преподавателя литературы Билла Натолли. Когда девушка пишет критическую статью об употреблении стероидов школьными спортсменами, Шон и Патрик, уличённые в содеянном, желают отомстить. Тамара пытается совершить магический ритуал, который помог бы ей навсегда связать свою судьбу с Биллом Натолли, но не решается его закончить. В ту же ночь Шон с Патриком решают её разыграть. Выдавая себя за Натолли, Шон приглашает Тамару в номер мотеля, в котором он спрятал камеру. Спрятавшись в душе, Шон предлагает прибывшей Тамаре раздеться. В соседнем номере Патрик, вместе с Хлоей, Джесси и Роджером (не знавшими о розыгрыше), наблюдает за происходящим по телевизору. Когда обман раскрылся, Тамара бросилась на обидчиков. В результате борьбы Тамара погибает. Несмотря на требование Хлои сообщить о произошедшем в полицию, друзья закапывают труп в лесу.
На следующее утро все пятеро были шокированы тем, что Тамара, более привлекательная, чем ранее, пришла на занятия. Они убеждают себя, что девушка просто потеряла сознание, а очнувшись, вылезла из ямы. В тот же вечер Тамара приходит к Роджеру в школьную видеостудию, где с помощью галлюцинаций показывает ему, что такое быть погребённым заживо. На следующее утро Роджер, после своего видеообращения к одноклассникам, совершает самоубийство.
Затем Тамара приходит в дом мистера Натолли, намереваясь его соблазнить. Но он отвергает её, на что девушка отвечает, что «это лишь вопрос времени». На следующий день Тамара посещает жену Билла, школьного психолога Эллисон Натолли. В разговоре с ней Райли рассказывает о неспособности супругов зачать ребёнка. Тем же вечером Тамара внушает своему отцу съесть бутылки из под пива. На вечеринке она завораживает Патрика и Шона, заставляя их заниматься сексом друг с другом. Киша пытается остановить Тамару, но Тамара внушает, что она «кожа да кости» и ей нужно больше есть. Когда Хлоя и Джесси решают рассказать мистеру Натолли о произошедшем, Киша звонит Тамаре и сообщает место встречи. Хлоя ударом по лицу нокаутирует Кишу. Натолли, Хлоя и Джесси приезжают в дом Тамары, где обнаруживают труп её отца и книгу заклинаний, в которой описывается проведённый Тамарой ритуал. Они понимают, что, пролив кровь Тамары, они тем самым завершили ритуал, позволивший девушке восстать из могилы.
Между тем Тамара посылает Шона и Патрика убить Эллисон Натолли. Обороняясь, Эллисон приходится убить обоих. Вскоре в госпитале, куда были доставлены Киша и Эллисон, появляется Тамара. Она внушила Кише убить Хлою и Джесси, а сама стала преследовать Билла и Эллисон. На крыше больницы Хлоя пытается убить Тамару, но безрезультатно. Однако Тамара не может прикосновением руки контролировать Хлою, так как та была невиновна в её гибели. В момент раскаяния Тамара начинает медленно разлагаться, но со словами «Тамара сдохла!» возвращается к прежнему облику. Тамара говорит Биллу, что их судьбы связаны до самой смерти. Натолли обнимает Тамару и, схватив её, бросается с крыши. В результате падения оба погибают. В конце Киша забирает книгу с приворотами из джипа.

## В ролях
- Дженна Дуан — Тамара Райли
- Мэттью Марсден — Билл Натолли
- Кэйти Стюарт — Хлоя
- Клодетт Минк — Эллисон Натолли
- Чед Фауст — Джесси
- Мелисса Элиас — Киша
- Гил Акоэн — Патрик
- Крис Сигурдсон — отец Тамары

## Сборы
Картина вышла в прокат 3 февраля 2006 года. Фильм провалился в прокате, заработав при бюджете 3 500 000 всего 206 871 долларов.

## Рецензии
"Тамара" получила в основном отрицательную реакцию критиков. По совокупности 28 рецензентов, фильм имеет 32% на Rotten Tomatoes , при этом единогласное мнение гласит: «Совершенно заблудившаяся, никогда не переходя на территорию « настолько плохо, что это хорошо », Тамаре не хватает даже дешевых острых ощущений, обещанных её предпосылками»Эта реакция отражена и на Metacritic, где материализовался аналогичный результат 34/100, состоящий из мнения более чем 10 критиков, что означает «в целом неблагоприятные отзывы». 
Натан Ли из The New York Times отметил ее низкий бюджет и «еще более низкие амбиции», но признал, что у нее был «один настоящий, хотя и непреднамеренный сюрприз». Присудив ей только ✦✧✧✧ (1 звезда), Slant боролся с «недостаточной фантазией» и вынужденной «темой двойственности». Мейтленд МакДонах, специалист по критике фильмов ужасов, писал, что Тамара «потворствует любителям ужасов» и «растрачивает усилия компетентного актера», называя это «перефразированием Кэрри » и награждая её ✦✦✧✧✧ (2 звезды).  Джессика Ривз из "Chicago Tribune" была еще более критичной, добавив к фильму свою негативную коннотацию: «мрачный, депрессивный, смущающий и совершенно лишенный какой-либо художественной или социальной ценности».
Некоторые рецензенты были чуть более великодушны. Например, Кайл Смит из New York Post наслаждался вторым актом, восхваляя то, как сценарист Джеффри Реддик «развивает [фильм] напряженно». Он отметил некоторые «творческие убийства», которые были достаточно «гротескными», чтобы «вздрогнули даже любители ужасов»; однако он осудил клишированный финальный акт, жалуясь, что Тамара слишком много за кадром, и утверждал, что «подлость не должна передаваться на аутсорсинг», «убийства [не должны] становиться рутиной».
Точно так же Фрэнк Шек, писавший для Hollywood Reporter, дал неоднозначный обзор и признался, что «в фильме есть свои сомнительные удовольствия».